# Парчівський повіт
Парчівський повіт (пол. powiat parczewski) — один з 20 земських повітів Люблінського воєводства Польщі.
Утворений 1 січня 1999 року в результаті адміністративної реформи.

## Загальні дані
Повіт знаходиться у північній та центральній частині воєводства.
Адміністративний центр — місто Парчів.
Станом на 1.01.2008 населення становить 36 265 осіб, площа 952,2 км².

## Демографія
Демографічні дані повіту станом на 30.06.2005:
|       | Всього | Всього | Жінки  | Жінки | Чоловіки | Чоловіки |
| ----- | ------ | ------ | ------ | ----- | -------- | -------- |
|       | осіб   | %      | осіб   | %     | осіб     | %        |
| Повіт | 36 644 | 100    | 18 579 | 50,7  | 18 065   | 49,3     |
| Міста | 10 342 | 100    | 5381   | 52    | 4961     | 48       |
| Села  | 26 302 | 100    | 13 198 | 50,2  | 13 104   | 49,8     |

## Історія
1 квітня 1929 р. межі міста Парчів були розширені за рахунок повіту — приєднано село Совине з ґміни Дубова-Колода, поселення Королівський Двір, Сідлики, Горішнє, Шитки і Коква з млинським селищем Коква з ґміни Тисьмениця, ґрунти Заслав'я (частина ґрунтів села Вербівка) та колишнього фільварку Безлі з ґміни (волость) Мілянів